# Imentet

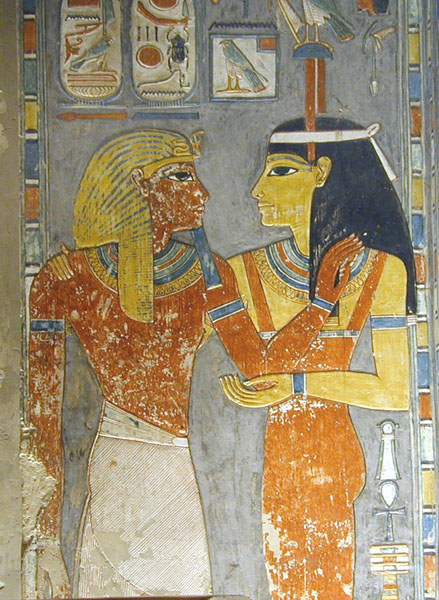
Imentet saluta il faraone Horemheb nella sua tomba.

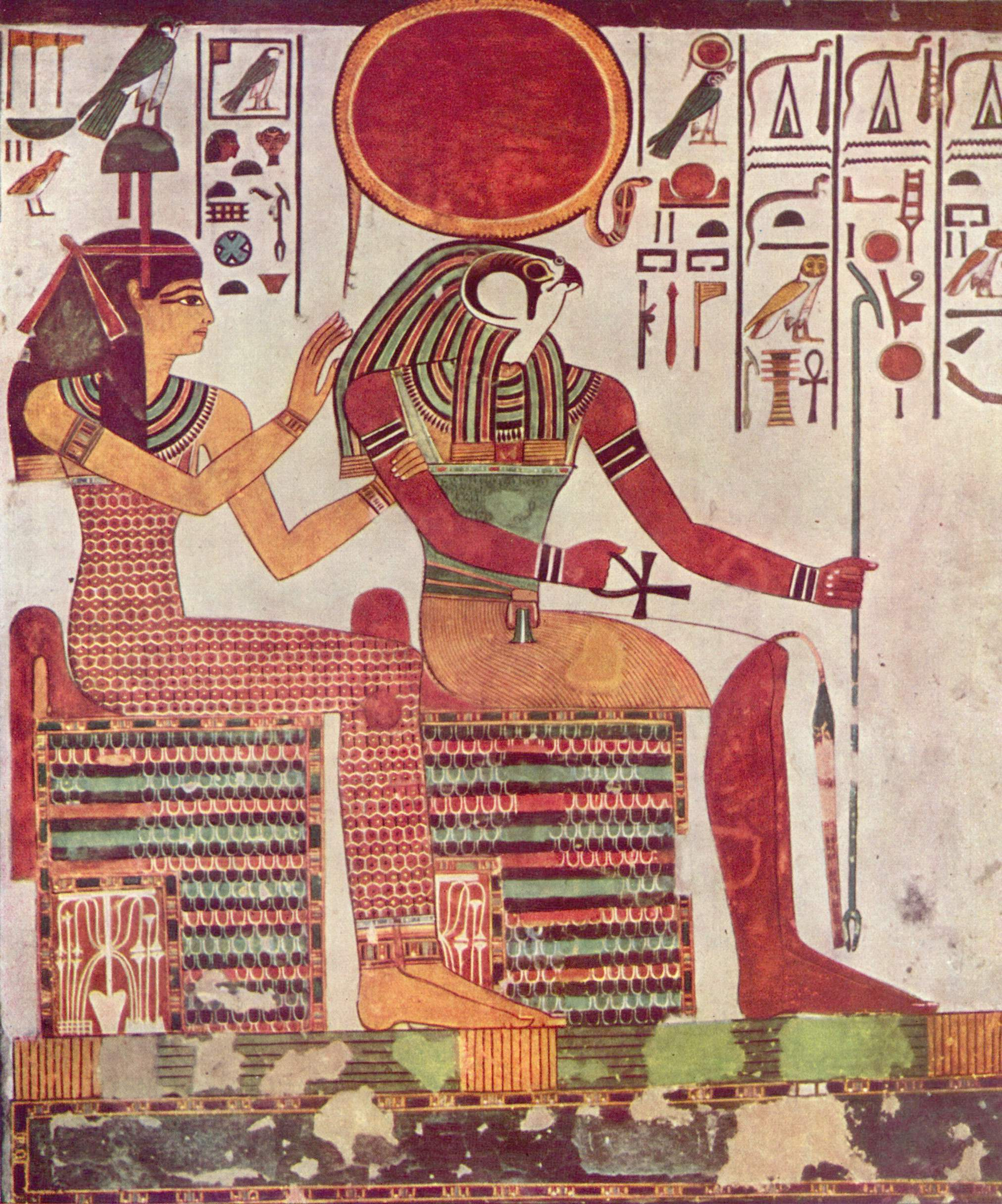
Imentet e Ra, tomba di Nefertari.

Imentet o Amentit è una divinità egizia appartenente alla religione dell'antico Egitto, nella quale rappresentava le necropoli occidentali del Nilo.
In geroglifico
| R14 | X1 · X1 · N25 | B1 |

traslitterato ỉmntt
È raffigurata come una donna che indossa come copricapo il geroglifico indicante l'Occidente oppure lo ha al posto del capo con al braccio i simboli di vita, stabilità e potenza.
Era rappresentata spesso sul fondo dei sarcofagi del Nuovo Regno con le braccia aperte pronta ad accogliere il defunto per condurlo nell'oltretomba.
Partecipava con la dea Maat alla cerimonia della pesatura del cuore e quando il defunto veniva dichiarato giusto di cuore, lo conduceva, tenendolo per mano, dal dio Osiride nell'Amenti.
Tuttavia, è stata così strettamente collegata con Hathor e Iside nei loro ruoli "al di là della vita" la quale tutto può essere meno che una divinità indipendente, di una forma alternativa di queste due dee.